# Mario Moroni (regista)
Mario Moroni (...) è uno sceneggiatore e regista italiano.

## Biografia
Come regista ha diretto due pellicole tra il 1971 e il 1974 e, per la televisione, con un originale e una serie di telefilm tra il 1978 e il 1980. In precedenza ha lavorato come sceneggiatore, collaborando soprattutto con Tanio Boccia.

## Filmografia

### Regista e sceneggiatore

#### Cinema
- Il mio nome è Mallory... M come morte (1971)
- Ciak si muore (1974)

#### Serie TV
- Il povero soldato (1978)
- La donna in bianco – serie TV, 4 episodi (1980)

### Sceneggiatore

#### Cinema
- Dramma sul Tevere, regia di Tanio Boccia (1952)
- Anna perdonami, regia di Tanio Boccia (1953)
- Arriva la banda, regia di Tanio Boccia (1959)
- Il conquistatore d'Oriente, regia di Tanio Boccia (1960)
- I predoni della steppa, regia di Tanio Boccia (1964)
- Maciste alla corte dello zar, regia di Tanio Boccia (1964)
- Il dominatore del deserto, regia di Tanio Boccia (1964)
- La valle dell'eco tonante, regia di Tanio Boccia (1964)
- Agente X 1-7 operazione Oceano, regia di Tanio Boccia (1965)
- Sapevano solo uccidere, regia di Tanio Boccia (1968)
- La guerra sul fronte Est, regia di Tanio Boccia (1970)
- Quante volte... quella notte, regia di Mario Bava (1972)